# Sportklub Sturm Graz 2023-2024
Questa voce raccoglie le informazioni riguardanti lo Sportklub Sturm Graz nelle competizioni ufficiali della stagione 2023-2024.

## Stagione
- In Bundesliga lo Sturm Graz è campione d'Austria per la quarta volta, interrompendo il dominio del Salisburgo.[1]
- In ÖFB-Cup battendo in finale i rivali del Rapid Vienna per 2-1, la squadra di Ilzer vince la sua settima coppa nazionale, la seconda consecutiva sempre contro il Rapid.
- In UEFA Champions League gli austriaci vengono eliminati al terzo turno di qualificazione dal PSV con un complessivo di 7-2.
- In UEFA Europa League gli italiani dell'Atalanta e i portoghesi dello Sporting Lisbona relegano lo Sturm Graz in terza posizione nel girone.
- In UEFA Europa Conference League il cammino si conclude agli ottavi di finale per mano del Lilla con un risultato aggregato di 4-1.

## Rosa
| N. |                        | Ruolo | Calciatore           |
| -- | ---------------------- | ----- | -------------------- |
| 1  | Paesi Bassi (bandiera) | P     | Kjell Scherpen       |
| 2  | Scozia (bandiera)      | D     | Max Johnston         |
| 4  | Slovenia (bandiera)    | D     | Jon Gorenc-Stanković |
| 5  | Svizzera (bandiera)    | D     | Gregory Wüthrich     |
| 6  | Austria (bandiera)     | D     | Aleksandar Borković  |
| 8  | Austria (bandiera)     | C     | Alexander Prass      |
| 9  | Polonia (bandiera)     | A     | Szymon Włodarczyk    |
| 10 | Georgia (bandiera)     | C     | Otar Kiteishvili     |
| 11 | Austria (bandiera)     | C     | Manprit Sarkaria     |
| 14 | Spagna (bandiera)      | D     | Javi Serrano         |
| 15 | Danimarca (bandiera)   | A     | William Bøving       |
| 16 | Rep. Ceca (bandiera)   | P     | Vítězslav Jaroš      |
| 18 | Danimarca (bandiera)   | A     | Mika Biereth         |
| 19 | Slovenia (bandiera)    | C     | Tomi Horvat          |

| N. |                                 | Ruolo | Calciatore        |
| -- | ------------------------------- | ----- | ----------------- |
| 20 | Norvegia (bandiera)             | A     | Seedy Jatta       |
| 21 | Austria (bandiera)              | D     | Samuel Stückler   |
| 22 | Bosnia ed Erzegovina (bandiera) | D     | Jusuf Gazibegović |
| 24 | Belgio (bandiera)               | D     | Dimitri Lavalée   |
| 25 | Austria (bandiera)              | C     | Stefan Hierländer |
| 27 | Austria (bandiera)              | D     | Gabriel Haider    |
| 28 | Austria (bandiera)              | D     | David Schnegg     |
| 31 | Austria (bandiera)              | P     | Luka Marić        |
| 35 | Austria (bandiera)              | D     | Niklas Geyrhofer  |
| 36 | Mali (bandiera)                 | A     | Amady Camara      |
| 38 | Austria (bandiera)              | A     | Leon Grgic        |
| 40 | Austria (bandiera)              | P     | Matteo Bignetti   |
| 42 | Austria (bandiera)              | D     | David Affengruber |